# Park Tae-joon
Park Tae-joon (박태준?; Busan, 24 ottobre 1927 – Seul, 13 dicembre 2011) è stato un politico, militare e imprenditore sudcoreano, primo ministro della Corea del Sud dal 13 gennaio 2000 al 19 maggio dello stesso anno.
Conosciuto per la fondazione della multinazionale siderurgica POSCO, fu spesso chiamato dai media "l'Andrew Carnegie coreano". Durante la guerra di Corea, prestò servizio nell'esercito sudcoreano, guidando diversi battaglioni e raggiungendo velocemente il grado di Maggior Generale. Successivamente, intorno agli anni '80, entrò in politica, diventando infine nel 2000 il 29º primo ministro della Corea del Sud.

## Biografia

### Primi anni
Park Tae-joon nacque il 24 ottobre 1927 a Busan, durante l'occupazione nipponica. All'età di sei anni, la sua famiglia si trasferì in Giappone ove suo padre lavorava, tuttavia tornarono nella penisola coreana non appena fu proclamata la repubblica.

### Carriera militare
Quando si trovava in Giappone, Park frequentò l'Università di Waseda alla facoltà di ingegneria meccanica, tuttavia la sua famiglia lo costrinse a tornare in Corea prima che potesse finire di laurearsi. A Seoul, Park frequentò l'Accademia militare coreana, dalla quale uscì col massimo dei voti e che gli diede la possibilità di conoscere e stringere un rapporto d'amicizia con il suo professore di balistica e superiore Park Chung-hee, futuro dittatore della Corea del Sud. Quando scoppiò la guerra di Corea, Park era un tenente, ma, grazie alle sue notevoli capacità strategiche e di leadership, fu più volte promosso, arrivando ad ottenere il grado di Maggiore Generale. Nonostante la reciproca amicizia che li legava, Park non prese parte al colpo di stato del 1961 orchestrato da Park Chung-hee, tuttavia quest'ultimo lo nominò membro del Consiglio supremo per la ricostruzione nazionale, la giunta militare che svolse un ruolo di sorveglianza sul governo sudcoreano dopo il golpe. Durante questo periodo, organizzò la prima fase (1962-1966) del piani quinquennali che dovevano espandere lo sviluppo economico della Corea del Sud, mentre nel 1963 si congedò dalla carriera militare.

## Attività imprenditoriale
Dopo essersi congedato dalla carriera militare, nel 1964 Park divenne il dirigente della TaeguTec, una multinazionale in crisi attiva nel settore siderurgico. Sotto la sua amministrazione, la TaeguTec riuscì a liberarsi del proprio deficit, evitando il fallimento.
Nel 1968, Park fondò la multinazionale POSCO, di cui assunse immediatamente la dirigenza. Appena 10 anni dopo, la POSCO figurava fra le dieci azienda produttrici di acciaio più grandi del mondo. Secondo uno studio condotto dalla Stanford Business School, bisogna ricercare la causa dell'enorme e rapido successo che la POSCO era riuscita a ottenere nella presidenza di Park e nella sua scelta di investire molto nel venture capital. Infatti, Park Tae-joon finanziò con ampi fondi l'ammodernamento della Harvard Business School e la costruzione dell'Università Nazionale di Seul. Similmente a quando fece in Italia la Fiat, Park fece costruire a Seoul interi complessi residenziali per i propri dipendenti, edificando inoltre nei paraggi una scuola elementare, un piccolo centro commerciale e dei parchi.

## Carriera politica
Nel 1980, Park venne eletto presso l'Assemblea nazionale insieme al Partito della giustizia democratica, carica dalla quale si dimise nel 1993 dopo alcuni disaccordi col presidente Kim Young-Sam abbandonando temporaneamente l'attività pubblica. Tuttavia, nel 1997 Park tornò ad occuparsi di politica divenendo il presidente del nuovo Partito della Libertà di Corea, nato dalla fusione di 3 associazioni politiche precedenti.
Sotto la sua presidenza, tale partito sostenne all'elezioni presidenziali del 1997 Kim Dae-jung, il quale assunse la carica di presidente il 25 febbraio dell'anno successivo. Il 13 gennaio del 2000, quest'ultimo nominò Park primo ministro, tuttavia egli si dimise dopo appena 5 mesi a causa di uno scandalo che lo vedeva accusato di frode immobiliare. Nonostante tali accuse furono successivamente smentite dal tribunale, Park decise di ritrarsi definitivamente dal mondo della politica.

## Attività filantropiche
Grazie ai suoi cospicui fondi, Park Tae-joon ha spesso finanziato progetti legati all'istruzione e alla ricerca scientifica. Nel 1971 finanziò con 60 milioni di Won sudcoreani una borsa di studio chiamata "Steel Scholarship Foundation", mentre nel 1986 fondò l'Università della Scienza e della Tecnologia di Pohang.

## Vita privata
Sposò Jang Okja da cui ebbe 4 figli maschi e una femmina. Quest'ultima, Park Kyung-ah, sposò l'imprenditore americano di etnica coreana Michael Kim. Park Tae-joon si professava presbiteriano.

## Nella cultura di massa
Nel 2014, TV Chosun produsse una serie televisiva sulla vita di Park intitolata Into the Flames. Nella serie, Park Tae-joon viene interpretato da Choi Soo-jong e Kim Kwon.